# 底抜け艦隊
『底抜け艦隊』（そこぬけかんたい、原題：Sailor Beware）は、1952年に公開されたジェリー・ルイスとディーン・マーティン主演のアメリカ合衆国のコメディ映画。1933年の同名演劇を脚色した作品。
底抜けシリーズの一つであり、シリーズ中で日本初公開となった。また、ジェームズ・ディーンが端役で出演している。

## ストーリー
対照的な性格のアルとメルヴィンは、海軍志願兵となり、同じ班に配属される。女性恐怖症だったメルヴィンは、化粧嫌いで女らしさに欠ける同僚のヒルダに一目ぼれする。
その後、3人の班がハワイ行きの潜水艦に乗ることとなり、上陸先には映画女優のコリンヌ・カルヴェがいた。
休暇上陸中の班員たちは、班長とメルヴィンのどちらが先にコリンヌとキスをするかで賭けをする。

## キャスト
※括弧内は日本語吹替（初回放送1971年6月13日『サンデー洋画劇場』）
- ネルソン：ディーン・マーティン（広川太一郎）
- バージル：ジェリー・ルイス（近石真介）
- 本人役：コリンヌ・カルヴェ
- ヒルダ：マリオン・マーシャル
- ラルドスキー：ロバート・ストラウス
- レーン：リーフ・エリクソン
- ぽっちゃり：ドン・ウィルソン
- ブレイデン：ヴィンセント・エドワーズ
- へティー：ベティ・ハットン[3]
- ボクシングの対戦相手：ジェームズ・ディーン[3]
  - その他吹替：大木民夫

## スタッフ
- 監督：ハル・ウォーカー
- 製作：ハル・B・ウォリス
- 原作：ケニヨン・ニコルソン、チャールズ・ロビンソン
- 脚本：ジェームズ・アラダイス、マーティン・ラッキン
- 撮影：ダニエル・L・ファップ
- 音楽：ジョセフ・J・リリー